# Triathlon na Igrzyskach Panamerykańskich 2023
Triathlon na Igrzyskach Panamerykańskich 2023 odbywał się w dniach 2–4 listopada 2023 roku na Playa el Sol w Viña del Mar. Siedemdziesięciu dwoje zawodników obojga płci rywalizowało w trzech konkurencjach. Zawody składały się z przepłynięcia 1500 metrów, przejechania rowerem 40 kilometrów i przebiegnięcia 10 kilometrów.

## Podsumowanie

### Klasyfikacja medalowa
| Klasyfikacja medalowa | Klasyfikacja medalowa | Klasyfikacja medalowa | Klasyfikacja medalowa | Klasyfikacja medalowa | Klasyfikacja medalowa |
| Miejsce               | Państwo               | Złoto                 | Srebro                | Brąz                  | Razem                 |
| --------------------- | --------------------- | --------------------- | --------------------- | --------------------- | --------------------- |
| 1                     | Brazylia              | 2                     | 0                     | 0                     | 2                     |
| 2                     | Meksyk                | 1                     | 0                     | 2                     | 3                     |
| 3                     | Stany Zjednoczone     | 0                     | 2                     | 0                     | 2                     |
| 4                     | Kolumbia              | 0                     | 1                     | 0                     | 1                     |
| 5                     | Kanada                | 0                     | 0                     | 1                     | 1                     |
| Razem                 | Razem                 | 3                     | 3                     | 3                     | 9                     |

### Medaliści
| Konkurencja       | 1. miejsce                                                                    | 1. miejsce | 2. miejsce                                                                           | 2. miejsce | 3. miejsce                                                            | 3. miejsce |
| ----------------- | ----------------------------------------------------------------------------- | ---------- | ------------------------------------------------------------------------------------ | ---------- | --------------------------------------------------------------------- | ---------- |
| Mężczyźni         | Miguel Hidalgo                                                                | 1:46:08    | Matthew McElroy                                                                      | 1:46:09    | Crisanto Grajales                                                     | 1:46:11    |
| Kobiety           | Lizeth Rueda                                                                  | 1:57:07    | María Velásquez                                                                      | 1:57:28    | Rosa Tapia                                                            | 1:57:52    |
| Sztafeta mieszana | Brazylia · Miguel Hidalgo · Djenyfer Arnold · Manoel Messias · Vittória Lopes | 1:15:08    | Stany Zjednoczone · Seth Rider · Erika Ackerlund · Matthew McElroy · Virginia Sereno | 1:15:26    | Kanada · Brock Hoel · Emy Legault · Liam Donnelly · Dominika Jamnicky | 1:15:36    |